# Metallyticus splendidus
Metallyticus splendidus (лат.) — вид богомолов из семейства Metallyticidae.

## Описание
Встречаются в Южной и Юго-Восточной Азии (Индия, Малайзия, Суматра). Длина тела около 3 см, дорзовентрально сплющенное. Длина пронотума 5—7 мм. Тазики передних хватательных ног металлически зелёные. Отличаются блестящей зеленовато-синей окраской, сходной с окраской жуков златок. Передвигаются, располагая тело близко к земле, как тараканы. Встречаются на деревьях и под корой, где охотятся на тараканов. Проторакс короткий, жилкование крыльев, сходное с тараканами.